# Liste der Biografien/Palm
Liste der Biografien |
Portal Biografien |
Personensuche
# |
A |
B |
C |
D |
E |
F |
G |
H |
I |
J |
K |
L |
M |
N |
O |
P |
Q |
R |
S |
T |
U |
V |
W |
X |
Y |
Z |
?
 
Pa |
Pc |
Pe |
Pf |
Ph |
Pi |
Pj |
Pk |
Pl |
Pm |
Pn |
Po |
Pr |
Ps |
Pt |
Pu |
Pv |
Pw |
Py
 
Paa |
Pab |
Pac |
Pad |
Pae |
Paf |
Pag |
Pah |
Pai |
Paj |
Pak |
Pal |
Pam |
Pan |
Pao |
Pap |
Paq |
Par |
Pas |
Pat |
Pau |
Pav |
Paw |
Pax |
Pay |
Paz
 
Pala |
Palb |
Palc |
Pald |
Pale |
Palf |
Palg |
Palh |
Pali |
Palj |
Palk |
Pall |
Palm |
Paln |
Palo |
Palp |
Pals |
Palt |
Palu |
Palv |
Paly |
Palz
Die Liste der Biografien führt alle Personen auf, die in der deutschsprachigen Wikipedia einen Artikel haben. Dieses ist eine Teilliste mit 433 Einträgen von Personen, deren Namen mit den Buchstaben „Palm“ beginnt.

## Palm
- Palm de Rosa, Anna (1859–1924), schwedische Landschaftsmalerin
- Palm, Alexander (* 1886), deutscher Fußballspieler
- Palm, Alexander (* 1970), deutscher Kameramann
- Palm, Anke (* 1988), deutsche Rettungsschwimmerin
- Palm, Anna (* 1995), deutsche Schriftstellerin und Journalistin
- Palm, Anna-Karin (* 1961), schwedische Schriftstellerin
- Palm, August (1849–1922), schwedischer Sozialdemokrat und Agitator
- Palm, Chris (* 1942), deutsche Schauspielerin und Synchronsprecherin
- Palm, Christian (1864–1928), deutscher Stenograf und Systemerfinder
- Palm, Christoph (* 1966), deutscher Politiker (CDU), MdL
- Palm, Cortney (* 1987), US-amerikanische Schauspielerin
- Palm, Dieter (1924–2005), deutscher Pharmakologe
- Palm, Dietrich G. (* 1932), deutscher Neuropädiater und Epileptologe
- Palm, Emil (1890–1963), deutscher Komponist
- Palm, Eric (* 1987), US-amerikanischer Basketballspieler
- Palm, Erwin Walter (1910–1988), deutscher Kunsthistoriker, Altamerikanist, Übersetzer und Autor
- Palm, Frank (* 1962), deutscher Kieferchirurg und Hochschullehrer
- Palm, Franz (1907–1981), deutscher Tanzpädagoge
- Palm, Franz (* 1948), belgischer Wirtschaftswissenschaftler
- Palm, Friedrich Leopold (1786–1873), preußischer Generalmajor, Kommandeur der 16. Landwehr-Brigade
- Palm, Friedrich von (1859–1911), deutsch-baltischer Angehöriger der Öselschen Ritterschaft und Pächter der Domäne Masik
- Palm, Gabriella (* 1998), australische Wasserballspielerin
- Palm, Guntram (1931–2013), deutscher Jurist und Politiker (FDP/DVP, CDU), MdL
- Palm, Gustaf Wilhelm (1810–1890), schwedischer Maler
- Palm, Hans (1951–2013), deutscher Fernschachmeister
- Palm, Heinz (1921–2018), deutscher Synchronsprecher und Schauspieler
- Palm, Heinz (1930–2019), deutscher Jurist, Präsident des OLG Hamm
- Palm, Jean-Pierre (* 1953), burkinischer Politiker
- Palm, Joachim (1935–2005), deutscher Politiker (CDU), MdA
- Palm, Johann David von (1657–1721), deutscher Bankier und Hofkammerrat
- Palm, Johann Friedrich (1813–1871), deutscher klassischer Philologe und Lexikograf
- Palm, Johann Georg (1697–1743), deutscher lutherischer Theologe
- Palm, Johann Jakob (1750–1826), deutscher Buchhändler und Lehrherr
- Palm, Johann Philipp (1766–1806), deutscher Buchhändler
- Palm, Johannes (1794–1851), deutscher Chirurg
- Palm, Johannes Henricus van der (1763–1840), niederländischer Dichter, reformierter Theologe, Politiker und Orientalist
- Palm, Jonas (* 1993), deutscher Cellist
- Palm, Jürgen (1935–2006), deutscher Sportfunktionär
- Palm, Katharina (* 1963), deutsche Theater- und Fernsehschauspielerin sowie Autorin
- Palm, Kerstin (* 1946), schwedische Florettfechterin
- Palm, Kerstin (* 1961), deutsche Biologin, Kulturwissenschafterin, Hochschullehrerin und Genderforscherin
- Palm, Konrad Georg (1849–1880), deutscher Historiker und preußischer Staatsarchivar
- Palm, Kurt (* 1955), österreichischer Regisseur und AutorKurt Palm (* 1955)

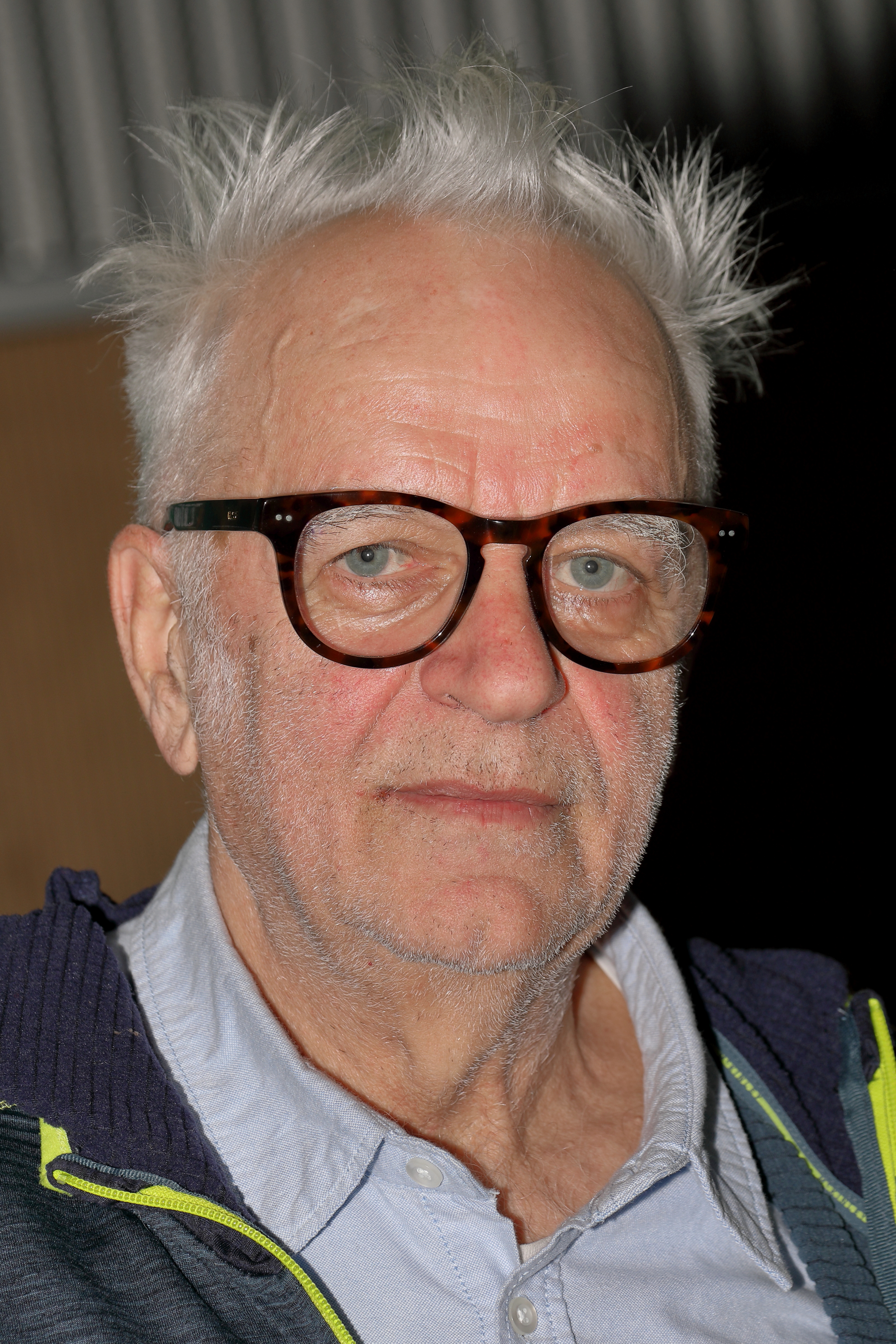
Kurt Palm (* 1955)

- Palm, Michael (* 1965), österreichischer Filmemacher und -theoretiker, Filmeditor, Filmkomponist und Sound-Designer
- Palm, Michael (* 1971), deutscher Spieleentwickler und -autor
- Palm, Norman (* 1980), deutscher Musiker und Designer
- Palm, Oskar (1904–1957), schwedischer Fußballspieler
- Palm, Reet (* 1959), sowjetische Ruderin
- Palm, Reinhard (1957–2014), österreichischer Autor, Übersetzer und Dramaturg
- Palm, Robert (* 1901), deutscher politischer Funktionär (NSDAP) und SA-Führer
- Palm, Rolf (1914–1996), deutscher Textilhändler und Vizepräsident der IHK Heilbronn-Franken
- Palm, Rolf (* 1932), deutscher Autor und Journalist
- Palm, Siegfried (1927–2005), deutscher Cellist
- Palm, Sindre Odberg (* 1992), norwegischer Skilangläufer
- Palm, Stefan (* 1962), deutscher Organist, Cembalist und Pianist
- Palm, Stefan (* 1979), deutscher Politiker (CDU), MdL Saarland
- Palm, Torsten (* 1947), schwedischer Rennfahrer und Teammanager
- Palm, Tuudor (* 2002), estnischer Biathlet
- Palm, Ulrich (* 1969), deutscher Rechtswissenschaftler und Staatsrechtslehrer
- Palm, Veiko-Vello (* 1971), estnischer Generalmajor
- Palm, Viking (1923–2009), schwedischer Ringer
- Palm, Wilhelm (1811–1876), deutscher Verwaltungsbeamter
- Palm, Wolfgang (* 1950), deutscher Musiker und Erfinder
- Palm, Wolfgang A. (* 1960), deutscher Opern- und Musicalsänger (Tenor)
- Palm-Hoffmeister, Christiane (* 1945), deutsche Kabarettistin und Autorin

### Palma
- Palma Capetillo, José Rafael (* 1955), mexikanischer Geistlicher, Weihbischof in Jalapa
- Palma Carlos, Adelino da (1905–1992), portugiesischer Politiker und Ministerpräsident Portugals (1974)
- Palma di Cesnola, Alessandro (1839–1914), US-amerikanischer Major, Diplomat und Hobby-Archäologe
- Palma di Cesnola, Luigi (1832–1904), italienisch-amerikanischer Offizier, Konsul, Ausgräber, Antikensammler und erster Direktor des Metropolitan Museum of Art
- Palma Flandez, Ana Maria (* 1980), chilenische Biathletin
- Palma Paúl, Victor Hugo (* 1958), katholischer Bischof
- Palma Salazar, Héctor Luis, mexikanischer DrogenhändlerHéctor Luis Palma Salazar

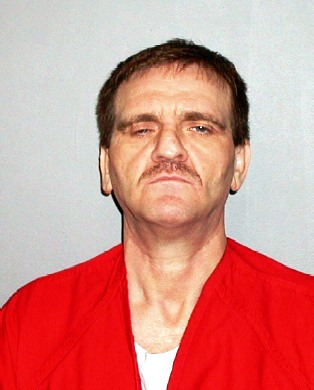
Héctor Luis Palma Salazar

- Palma, Agustina (* 1995), argentinische Schauspielerin, Sängerin und Tänzerin
- Palma, Alexandre Coutinho Lopes de Brito (* 1978), portugiesischer römisch-katholischer Geistlicher, Theologe, Weihbischof in Lissabon
- Palma, Andrea († 1730), italienischer Architekt
- Palma, Anna da (* 1963), portugiesische Filmregisseurin
- Palma, Athos (1891–1951), argentinischer Komponist und Musikpädagoge
- Palma, Baudilio (1880–1930), guatemaltekischer Präsident
- Palma, Emilio (* 1978), erster Mensch, der auf dem antarktischen Festland geboren wurde
- Palma, Félix J. (* 1968), spanischer Schriftsteller
- Palma, Georg (1543–1591), deutscher Mediziner
- Palma, Giuliano (* 1965), italienischer Musiker
- Palma, Gustavo Adolfo (1920–2009), guatemaltekischer Tenor
- Palma, Isaac (* 1990), mexikanischer Leichtathlet
- Palma, Jacopo († 1528), italienischer Maler
- Palma, Jacopo der Jüngere († 1628), italienischer Maler
- Palma, João (1941–2016), brasilianischer Jazzmusiker
- Palma, Jorge (* 1950), portugiesischer Sänger, Komponist und Gitarrist
- Palma, José Joaquín (1844–1911), kubanischer Schriftsteller
- Palma, Jose Serofia (* 1950), philippinischer Geistlicher, römisch-katholischer Erzbischof von Cebu
- Palma, Julien (* 1993), französischer Bahnradsportler
- Palma, Leticia (1926–2009), mexikanische Schauspielerin
- Palma, Luis (* 2000), honduranischer Fußballspieler
- Palma, Manolo (* 1971), deutscher Schauspieler
- Palma, Mariana (* 1979), brasilianische bildende Künstlerin
- Palma, Matteo (* 2008), deutsch-italienischer Fußballspieler
- Palma, Nicolás, argentinischer Fußballspieler und -trainer
- Palma, Nicolò (1694–1779), italienischer Architekt zwischen Barock und Klassizismus
- Palma, Paulo da (* 1965), deutsch-portugiesischer Fußballspieler
- Palma, Ricardo (1833–1919), peruanischer Schriftsteller, Publizist und Bibliothekar
- Palma, Rossy de (* 1964), spanische SchauspielerinRossy de Palma (* 1964)

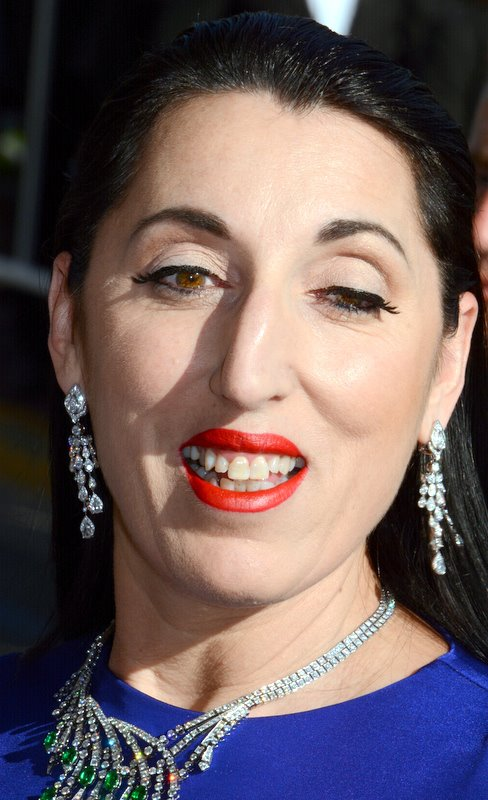
Rossy de Palma (* 1964)

- Palma, Sergio Víctor (1956–2021), argentinischer Boxer im Superbantamgewicht
- Palma, Silvestro (1754–1834), italienischer Opernkomponist
- Palma, Stefania, italienische Journalistin
- Palma, Whinton (* 1995), venezolanischer Langstreckenläufer
- Palma-Pignatelli, Ferdinando (1643–1701), römisch-katholischer Bischof italienischer Herkunft
- Palmade, Guy (1927–1993), französischer Historiker
- Palmade, Pierre (* 1968), französischer Schauspieler und Komiker
- Palman Bracht, Anführer eines Söldnerheeres in Serbien
- Palmara, Mimmo (1928–2016), italienischer Schauspieler und Synchronsprecher
- Palmaroli, Pietro (1778–1828), Maler und Restaurator mit hauptsächlichem Wirkungsort Dresden
- Palmaroli, Vicente (1834–1896), spanischer Maler und Museumsdirektor
- Palmart, Lambert, deutscher Buchdrucker
- Palmaru, Kaire (* 1984), estnische Fußballspielerin
- Palmaru, Raivo (* 1951), estnischer Journalist und Politiker
- Palmas, Angelo (1914–2003), italienischer Geistlicher, römisch-katholischer Erzbischof und Diplomat des Heiligen Stuhls
- Palmas, Gérald de (* 1967), französischer Sänger und Komponist
- Palmason, Pearl (1915–2006), kanadische Geigerin
- Palmater, Pamela (* 1970), kanadische Hochschullehrerin und Politikerin
- Palmaz, Julio (* 1945), argentinischer Mediziner

### Palmb
- Palmberger, Ernst (* 1957), deutscher Unternehmer und Autorennfahrer
- Palmberger, Manfred (* 1951), österreichischer Autor

### Palmc
- Palmcrantz, Helge (1842–1880), schwedischer Erfinder, Waffentechniker und Unternehmer

### Palme
- Palme, Augustin (1808–1897), böhmischer Historienmaler, der in München wirkte
- Palme, Beda mit (* 1989), österreichischer Musiker, Multiinstrumentalist und KünstlerBeda mit palme (* 1989)

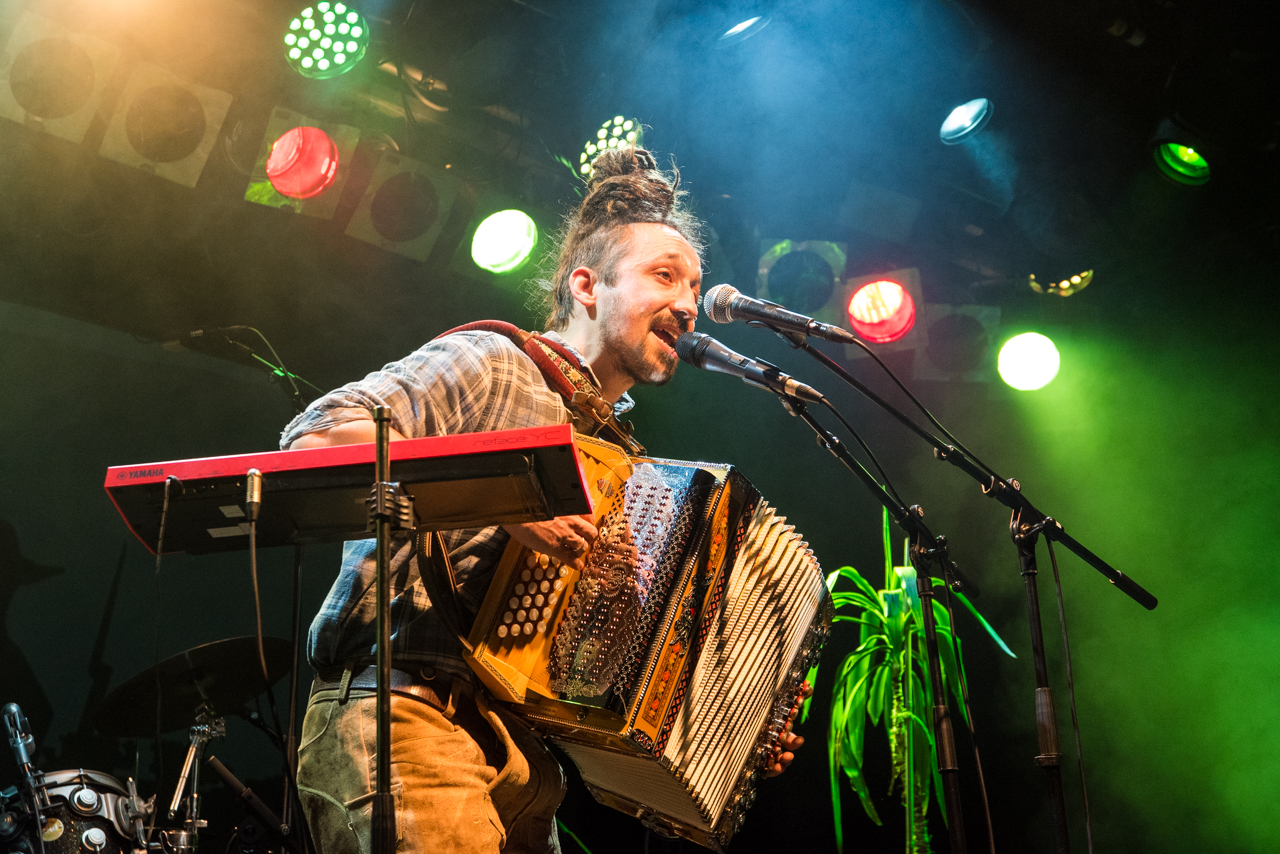
Beda mit palme (* 1989)

- Palme, Bernhard (* 1961), österreichischer Papyrologe und Althistoriker
- Palme, Conny (1919–2004), deutscher Schauspieler und Theaterregisseur
- Palme, Erich (1894–1971), deutscher Filmproduktionsleiter, Filmeditor und Dokumentarfilm-Regisseur
- Palme, Franc (1914–1946), jugoslawischer Skispringer
- Palme, Franz (1865–1948), österreichischer Politiker (SDAP), Abgeordneter zum Nationalrat
- Palme, Franz (1907–1960), deutscher Luftfahrtmediziner und Hochschullehrer
- Palme, Gabriele (* 1964), deutsche Handballspielerin
- Palme, Gunnar (1886–1934), schwedischer Versicherungsdirektor
- Palme, Heinrich (1912–1987), sudetendeutsch-österreichischer Skispringer
- Palme, Heinz (* 1958), österreichischer Projektmanager
- Palme, Henrik (1841–1932), schwedischer Bankdirektor
- Palmé, Henry (1907–1987), schwedischer Leichtathlet
- Palme, Josef (1859–1935), österreichischer Politiker (SDAP), Landtagsabgeordneter, Mitglied des Bundesrates
- Palme, Liselotte (1949–2014), österreichische Wirtschaftsjournalistin
- Palme, Margit (1939–2025), österreichische Malerin und Kunstpädagogin
- Palme, Melida (1899–1972), deutsch-polnische Gerechte unter den Völkern
- Palme, Michael (1943–2010), deutscher Sportjournalist
- Palme, Mizzi (1881–1907), österreichische Schauspielerin und Chansonnière
- Palme, Olof (1927–1986), schwedischer sozialdemokratischer Politiker, Mitglied des Riksdag, MinisterpräsidentOlof Palme (1927–1986)

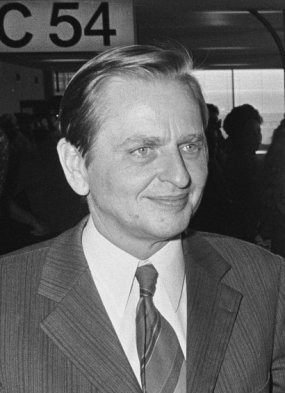
Olof Palme (1927–1986)

- Palme, Pia (* 1957), österreichische Komponistin
- Palme, Rudolf (1910–2005), österreichischer Schachmeister und Physiker
- Palme, Rudolf (1942–2002), österreichischer Historiker
- Palme, Rudolph (1834–1909), deutscher Organist, Komponist, Herausgeber und Orgelrevisor in Magdeburg
- Palme, Sven (1854–1934), schwedischer Manager und Politiker
- Palme, Sven Ulric (1912–1977), schwedischer Historiker und Professor an der Universität Stockholm
- Palme, Thomas (* 1967), deutscher Schriftsteller und Zeichner
- Palme, Ulf (1920–1993), schwedischer Schauspieler

#### Palmed
- Palmedo, Klaus (1888–1961), deutscher Mediziner

#### Palmei
- Palmeiro Mendes, José (* 1941), emeritierter Abt von Nossa Senhora do Monserrate do Rio de Janeiro

#### Palmen
- Palmen, Alvaro (* 1964), deutscher Dirigent
- Palmen, Annie (1926–2000), niederländische Sängerin
- Palmen, Connie (* 1955), niederländische SchriftstellerinConnie Palmen (* 1955)

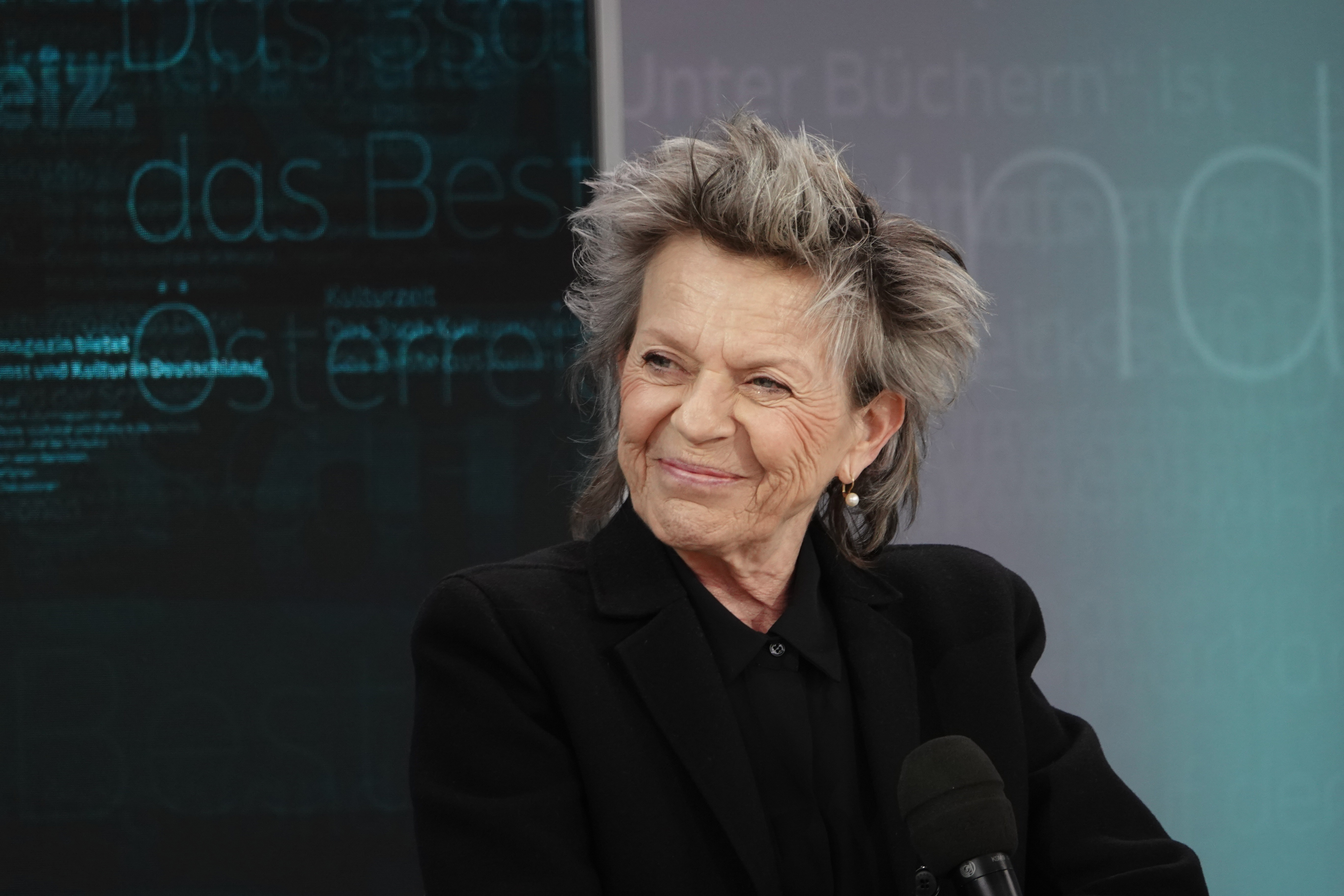
Connie Palmen (* 1955)

- Palmén, Erik (1898–1985), finnischer Meteorologe und Geophysiker
- Palmén, Lars (1929–2011), finnischer Badmintonspieler
- Palmen, Luisa (* 2002), deutsche Fußballspielerin
- Palmen, Manfred (1945–2022), deutscher Politiker (CDU), MdL und Staatssekretär
- Palmenberg, Emilie von (1864–1931), deutsche Porträt-, Landschafts- und Milieumalerin der klassischen Moderne

#### Palmer
- Palmer, Ada (* 1981), amerikanische Historikerin, Fantasyautorin und Komponistin
- Palmer, Adele (1915–2008), US-amerikanische Kostümbildnerin
- Palmer, Adrian, 4. Baron Palmer (1951–2023), britischer Politiker
- Palmer, Alan (1926–2022), britischer Autor und Historiker
- Palmer, Alex (* 1973), britischer Schauspieler
- Palmer, Alexander Mitchell (1872–1936), US-amerikanischer Anwalt und Politiker
- Palmer, Alf († 1981), letzter Muttersprachler des Warrungu, einer Sprache australischer Aborigines
- Palmer, Alisa (* 1963), deutsche Schauspielerin und Synchronsprecherin
- Palmer, Allison R. (1927–2022), US-amerikanischer Geologe und Paläontologe
- Palmer, Amanda (* 1976), US-amerikanische Musikerin, Lyrikerin und Kabarettistin
- Palmér, Anders (* 1960), schwedischer Fußballspieler und -trainer
- Palmer, Andy (* 1963), englischer Geschäftsmann und Executive Vice President Nissan
- Palmer, Angie (* 1965), britische Folk-Sängerin und Songwriterin
- Palmer, Arnold (1929–2016), US-amerikanischer Golfer
- Palmer, Barclay (1932–2020), britischer Leichtathlet
- Palmer, Barry (* 1958), britischer Sänger
- Palmer, Becchara (* 1988), australische Beachvolleyballspielerin
- Palmer, Bee (1894–1967), US-amerikanische Vaudeville-Sängerin und Tänzerin
- Palmer, Beriah (1740–1812), US-amerikanischer Jurist und Politiker
- Palmer, Bernard (1914–1998), US-amerikanischer Schriftsteller
- Palmer, Bertha Honoré (1849–1918), US-amerikanische Unternehmerin, Philanthropin und Mäzenin
- Palmer, Betsy (1926–2015), US-amerikanische Schauspielerin
- Palmer, Boris (* 1972), deutscher Politiker (Bündnis 90/Die Grünen), MdLBoris Palmer (* 1972)

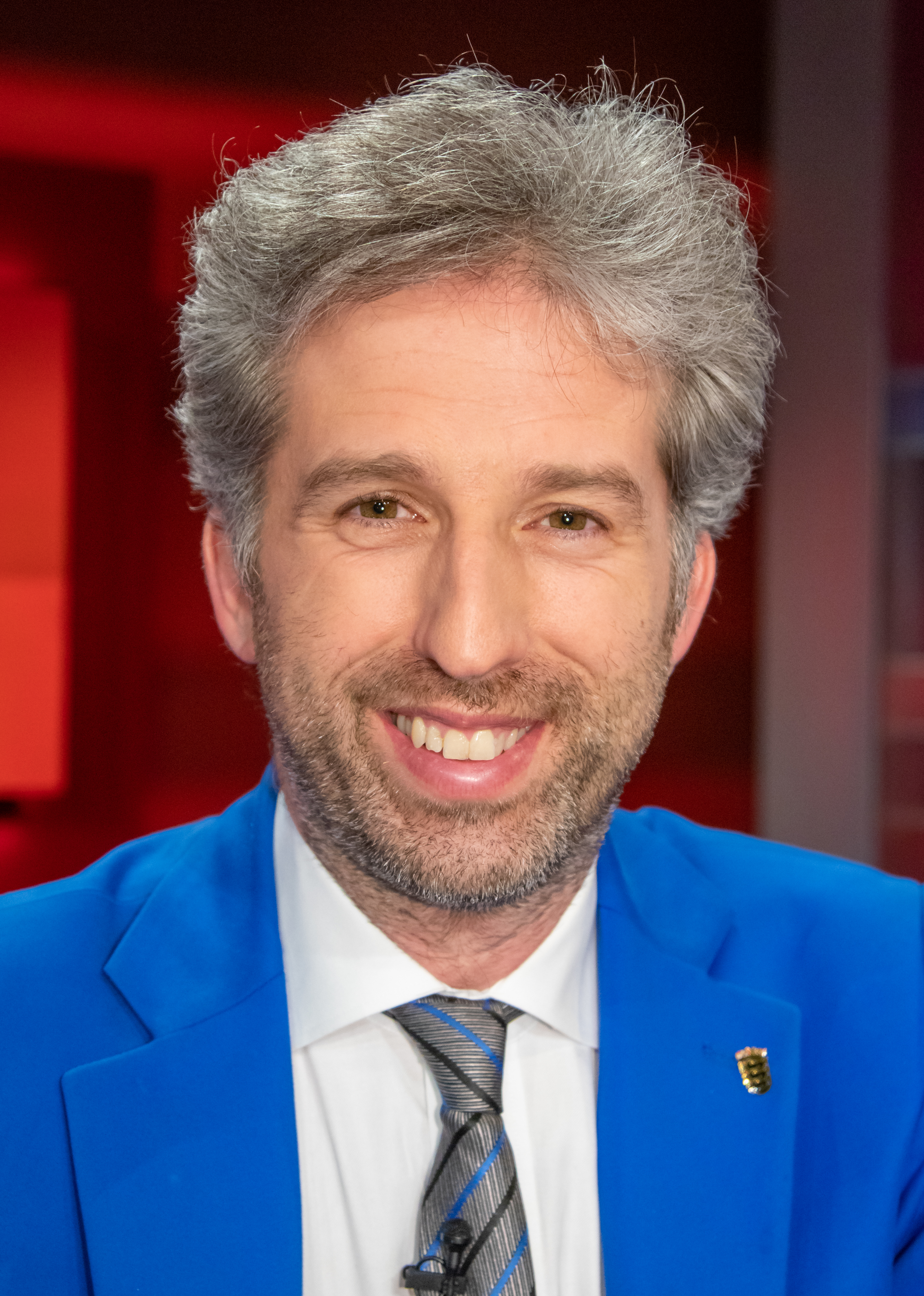
Boris Palmer (* 1972)

- Palmer, Bruce (1913–2000), US-amerikanischer General
- Palmer, Calvin (1940–2014), englischer Fußballspieler
- Palmer, Carl (1833–1917), deutscher lutherischer Theologe und Anstaltsleiter
- Palmer, Carl (* 1950), englischer Rockmusiker
- Palmer, Carlton (* 1965), englischer Fußballspieler und -trainer
- Palmer, Carson (* 1979), US-amerikanischer American-Football-Spieler
- Palmer, Charles (1869–1947), britischer Sportschütze
- Palmer, Charles (1930–2001), britischer Judoka
- Palmer, Charles D. (1902–1999), US-amerikanischer Offizier, Generalleutnant der US-Army
- Palmer, Chris (* 1962), englischer Motorradrennfahrer
- Palmer, Christian (1811–1875), Württemberger evangelischer Theologe
- Palmer, Christoph (* 1962), deutscher Politiker (CDU), MdL
- Palmer, Clive (* 1954), australischer Milliardär
- Palmer, Cole (* 2002), englischer FußballspielerCole Palmer (* 2002)

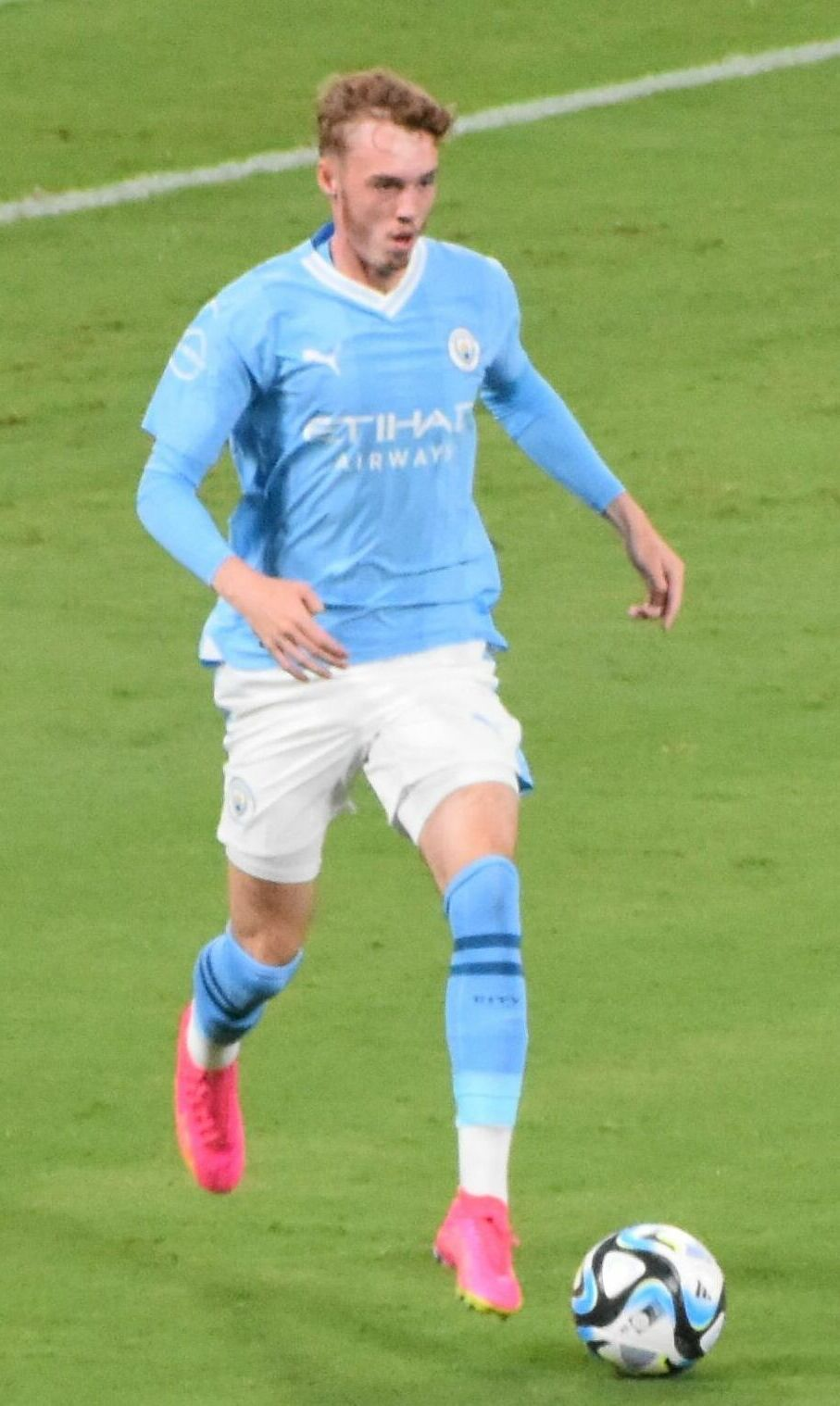
Cole Palmer (* 2002)

- Palmer, Corliss (1899–1952), US-amerikanisches Model und Stummfilmschauspielerin
- Palmer, Corydon (1820–1917), amerikanischer Zahnarzt und Erfinder
- Palmer, Crawford (* 1970), US-amerikanisch-französischer Basketballspieler
- Palmer, Cyrus Maffet (1887–1959), US-amerikanischer Politiker
- Palmer, Dahlia (* 1992), jamaikanische Radsportlerin
- Palmer, Damion, Fußballspieler (Turks- und Caicosinseln)
- Palmer, Dan (* 1949), US-amerikanisch-britischer Basketballtrainer
- Palmer, Daniel David (1845–1913), kanadischer ChiropraktikerDaniel David Palmer (1845–1913)

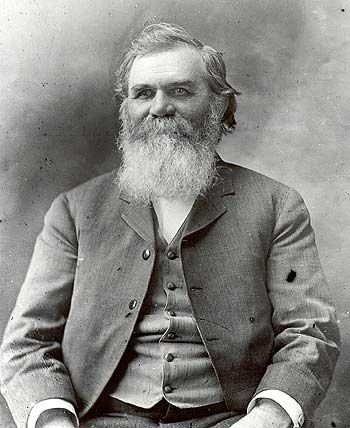
Daniel David Palmer (1845–1913)

- Palmer, Dave Richard (* 1934), US-amerikanischer Offizier, Lieutenant General der US Army
- Palmer, David, kanadischer Organist und Musikpädagoge
- Palmer, David (* 1976), australischer Squashspieler
- Palmer, Dee (* 1937), britische Keyboardspielerin
- Palmer, Dennis (1957–2013), US-amerikanischer Jazz- und Improvisationsmusiker
- Palmer, Don (1939–2021), kanadischer Jazzmusiker (Saxophon, Flöte) und Hochschullehrer
- Palmer, Earl (1924–2008), US-amerikanischer Rhythm-and-Blues- und Rock-’n’-Roll-Schlagzeuger
- Palmer, Eberhardt (1931–2017), deutscher Politiker (CDU)
- Palmer, Edward (1809–1889), kanadischer Politiker
- Palmer, Edward Henry (1840–1882), englischer Orientalist
- Palmer, Elizabeth Mary (1832–1897), neuseeländische Musik- und Gesangslehrerin, Interpretin, Komponistin und Konzertveranstalterin
- Palmer, Erastus Dow (1817–1904), US-amerikanischer Kameenschneider und Bildhauer
- Palmer, Ernest (1885–1978), US-amerikanischer Kameramann
- Palmer, Ernest (1901–1964), britischer Kameramann
- Palmer, Eve (1916–1998), südafrikanische Journalistin, Botanikerin, Naturschützerin und Autorin
- Palmer, Felicity (* 1944), englische Opern-, Oratorien- und Liedsängerin (Mezzosopran, Sopran)
- Palmer, Francis Flora (1812–1876), britisch-amerikanische Lithografin
- Palmer, Francis W. (1827–1907), US-amerikanischer Politiker
- Palmer, Frank R. (1922–2019), britischer Linguist und Autor
- Palmer, Garron (* 1984), jamaikanischer Badmintonspieler
- Palmer, Gary (* 1954), US-amerikanischer Politiker
- Palmer, Geoff (1940–2025), britischer Agrarwissenschaftler und Menschenrechtsaktivist
- Palmer, Geoffrey (1927–2020), britischer Theater- und FernsehschauspielerGeoffrey Palmer (1927–2020)

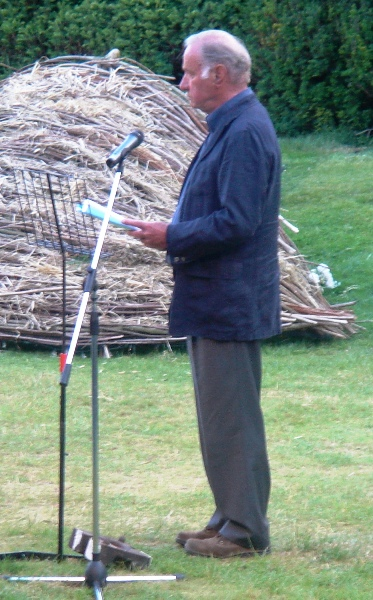
Geoffrey Palmer (1927–2020)

- Palmer, Geoffrey (* 1942), neuseeländischer Politiker (Labour Party), Premierminister von Neuseeland (1989–1990)
- Palmer, George William (1818–1916), US-amerikanischer Jurist und Politiker
- Palmer, Gesine (* 1960), deutsche Theologin und Autorin
- Palmer, Gladys, US-amerikanische Jazz- und Rhythm-and-Blues-Sängerin, Pianistin und Komponistin
- Palmer, Grace (* 1994), neuseeländische Schauspielerin
- Palmer, Grant (* 2002), US-amerikanischer Kinderdarsteller und Synchronsprecher
- Palmer, Gregg (1927–2015), US-amerikanischer Schauspieler
- Palmer, Haley (* 1992), US-amerikanische Fußballspielerin
- Palmer, Harry (* 1944), US-amerikanischer Autor und Unternehmer
- Palmer, Hartmut (* 1941), deutscher Journalist und Korrespondent
- Palmer, Helen, US-amerikanische Psychologin, Enneagrammtrainerin und Autorin
- Palmer, Helmut (1930–2004), deutscher Bürgerrechtler und Pomologe
- Palmer, Henry (1898–1984), US-amerikanischer Stride-Pianist
- Palmer, Henry Robinson (1795–1844), englischer Ingenieur
- Palmer, Henry Wilbur (1839–1913), US-amerikanischer Politiker
- Palmer, James (* 1978), britischer Journalist und Autor
- Palmer, Jared (* 1971), US-amerikanischer Tennisspieler
- Palmer, Jason (* 1979), US-amerikanischer Jazzmusiker (Trompete, Komposition)
- Palmer, Jeff (* 1975), US-amerikanischer PornodarstellerJeff Palmer (* 1975)

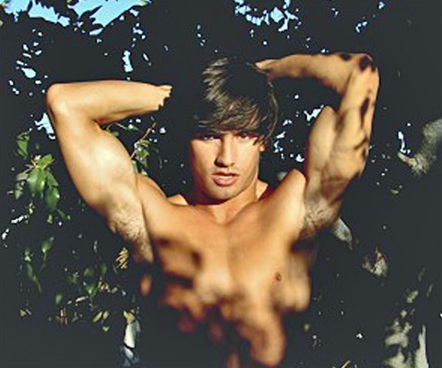
Jeff Palmer (* 1975)

- Palmer, Jemma (* 1986), englische Wrestlerin
- Palmer, Jesse (* 1978), kanadische Fernsehpersönlichkeit
- Palmer, Jessica (* 1987), US-amerikanische Skeletonpilotin
- Palmer, Jim (* 1945), US-amerikanischer Baseballspieler
- Palmer, Joey (1859–1910), australischer Cricketspieler
- Palmer, John (1785–1840), US-amerikanischer Jurist und Politiker
- Palmer, John (1842–1905), US-amerikanischer Politiker
- Palmer, John (* 1942), britischer Kameramann
- Palmer, John (* 1959), englischer Komponist
- Palmer, John Anderson (* 1965), US-amerikanischer Philosoph, Altphilologe und Philosophiehistoriker
- Palmer, John M. (1817–1900), US-amerikanischer Politiker
- Palmer, John William (1866–1958), US-amerikanischer Politiker
- Palmer, John, 4. Earl of Selborne (1940–2021), britischer Politiker
- Palmer, Jolyon (* 1991), britischer Automobilrennfahrer
- Palmer, Jonathan (* 1956), britischer Rennfahrer und Unternehmer
- Palmer, Joseph II (1914–1994), US-amerikanischer Diplomat
- Palmer, Joshua (* 1999), kanadischer American-Football-Spieler
- Palmer, Josie (1903–1979), südafrikanische Anti-Apartheids-Aktivistin und Führungsfigur der Südafrikanischen Kommunistischen Partei
- Palmer, Karl Christian (1759–1838), deutscher evangelischer Theologe
- Palmér, Karl-Erik (1929–2015), schwedischer Fußballspieler
- Palmer, Kasey (* 1996), englischer Fußballspieler
- Palmer, Katherine Van Winkle (1895–1982), US-amerikanische Paläontologin
- Palmer, Keegan (* 2003), australischer Skateboarder
- Palmer, Keith, jamaikanischer Badmintonspieler
- Palmer, Keke (* 1993), US-amerikanische Schauspielerin, Synchronsprecherin und SängerinKeke Palmer (* 1993)

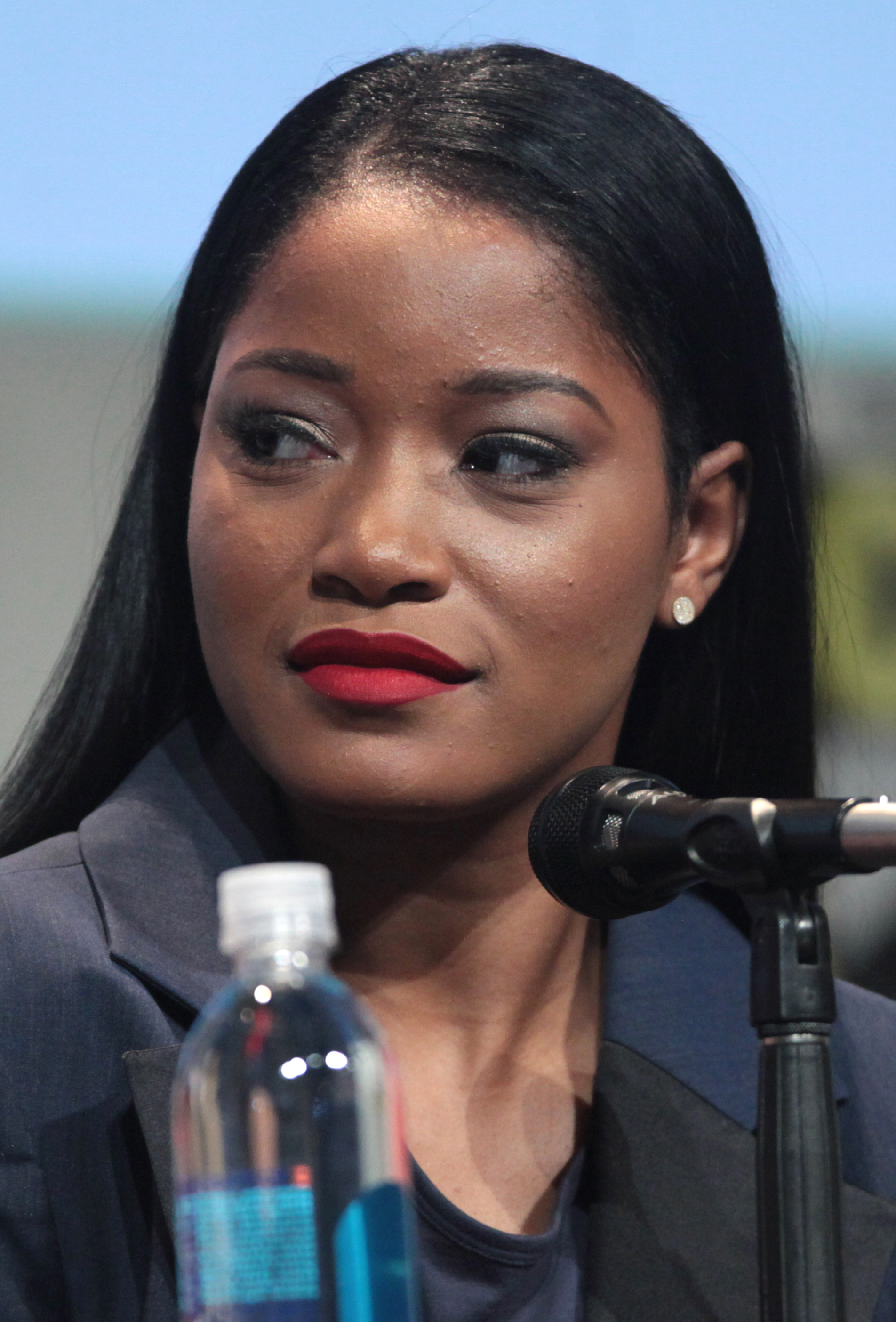
Keke Palmer (* 1993)

- Palmer, Kirk (* 1986), australischer Schwimmer
- Palmer, Krysta (* 1992), US-amerikanische Wasserspringerin
- Palmer, Kylie (* 1990), australische Freistilschwimmerin
- Palmer, Larry (* 1938), US-amerikanischer Eishockeytorwart
- Palmer, Leonard Robert (1906–1984), britischer Indogermanist und Vergleichender Sprachwissenschaftler
- Palmer, Liam (* 1991), schottischer Fußballspieler
- Palmer, Lilli (1914–1986), deutsch-britisch-schweizerische Schauspielerin, Autorin und Malerin deutscher HerkunftLilli Palmer (1914–1986)

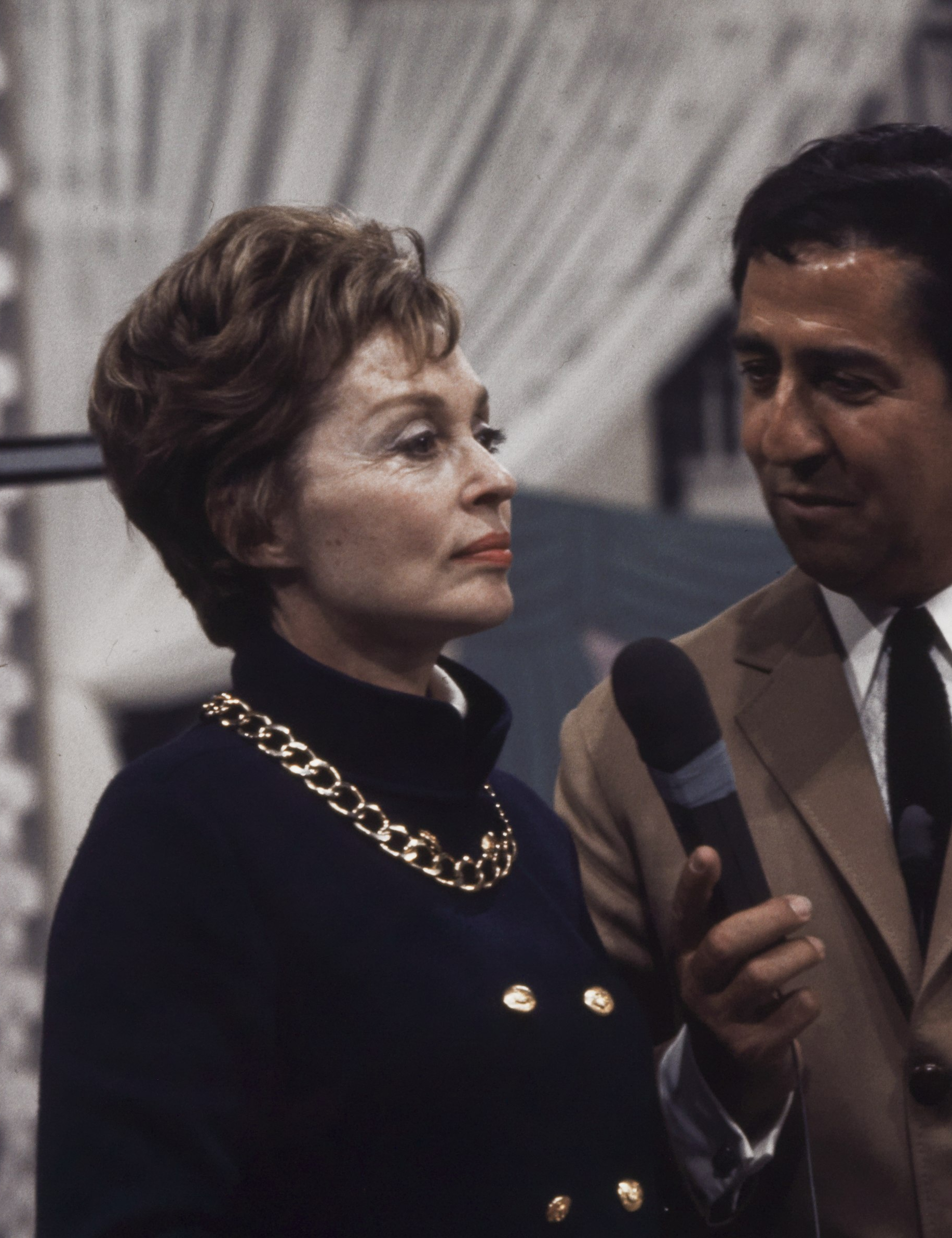
Lilli Palmer (1914–1986)

- Palmer, Lillian (1913–2001), kanadische Leichtathletin
- Palmer, Lilly (* 1999), deutsche Musikerin und Produzentin elektronischer Musik
- Palmer, Louis (* 1971), Schweizer Umweltaktivist
- Palmer, Ludwig (1856–1931), deutscher Schriftsteller
- Palmer, Maddie (* 1995), US-amerikanische Volleyballspielerin
- Palmer, Maria (1917–1981), österreichisch-amerikanische Bühnen-, Film und Fernsehschauspielerin
- Palmer, Max (1927–1984), US-amerikanischer Schauspieler und Wrestler
- Palmer, Minnie (1860–1936), US-amerikanische Schauspielerin
- Palmer, Monroe, Baron Palmer of Childs Hill (* 1938), britischer Politiker
- Palmer, Nadine (* 1983), jamaikanische Sprinterin
- Palmer, Nathaniel (1799–1877), amerikanischer Seemann, der im Auftrag der United States Navy reiste
- Palmer, Nelly (* 1979), kasachisch-deutsche Opern- und Konzertsängerin (Sopran)
- Palmer, Nettie (1885–1964), australische Schriftstellerin
- Palmer, Nick (* 2000), neuseeländischer Kugelstoßer
- Palmer, Nigel F. (1946–2022), britischer Germanist und emeritierter Hochschullehrer an der Universität Oxford
- Palmer, Norman (1918–2013), US-amerikanischer Filmeditor
- Palmer, Norman D. (1909–1996), US-amerikanischer Politikwissenschaftler und Hochschullehrer
- Palmer, Ottmar (1873–1964), deutscher lutherischer Pfarrer und Kirchenrat
- Palmer, Patrick (1889–1971), irischer Politiker
- Palmer, Patrick (1933–1999), britischer General
- Palmer, Patrick J. (* 1935), US-amerikanischer Filmproduzent
- Palmer, Paul (* 1974), britischer Schwimmer
- Palmer, Phil (* 1952), britischer MusikerPhil Palmer (* 1952)

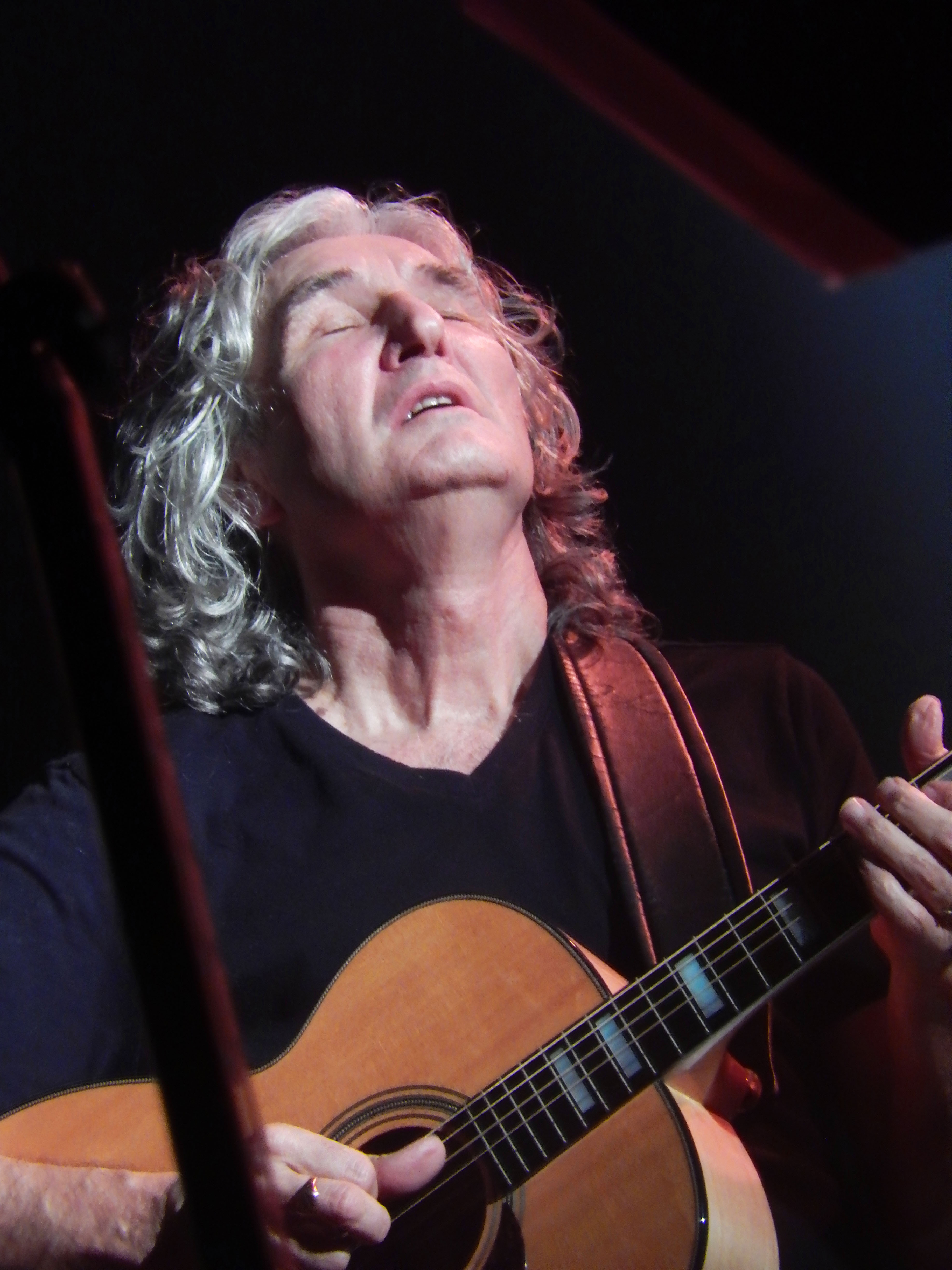
Phil Palmer (* 1952)

- Palmer, Phoebe (1807–1874), US-amerikanische methodistische Predigerin, Verfechterin der Heiligungsbewegung, Aktivistin der Frauenrechte
- Palmer, R. R. (1909–2002), amerikanischer Historiker
- Palmer, Rachel (1931–2000), gambische Krankenschwester und Politikerin
- Palmer, Ralph (1909–2005), US-amerikanischer Informatiker
- Palmer, Ralph, 12. Baron Lucas (* 1951), britischer Gewerkschafter, Politiker der Labour Party und Mitglied des House of Lords
- Palmer, Raymond A. (1910–1977), US-amerikanischer Autor und Herausgeber
- Palmer, Rebecca (* 1975), britische Schauspielerin
- Palmer, Reginald (1923–2016), grenadischer Politiker und Generalgouverneur
- Palmer, Renzo (1929–1988), italienischer Schauspieler
- Palmer, Richmond (1877–1958), englischer Rechtsanwalt, Vizegouverneur in Nigeria und Gouverneur und Oberbefehlshaber von Gambia und Zypern

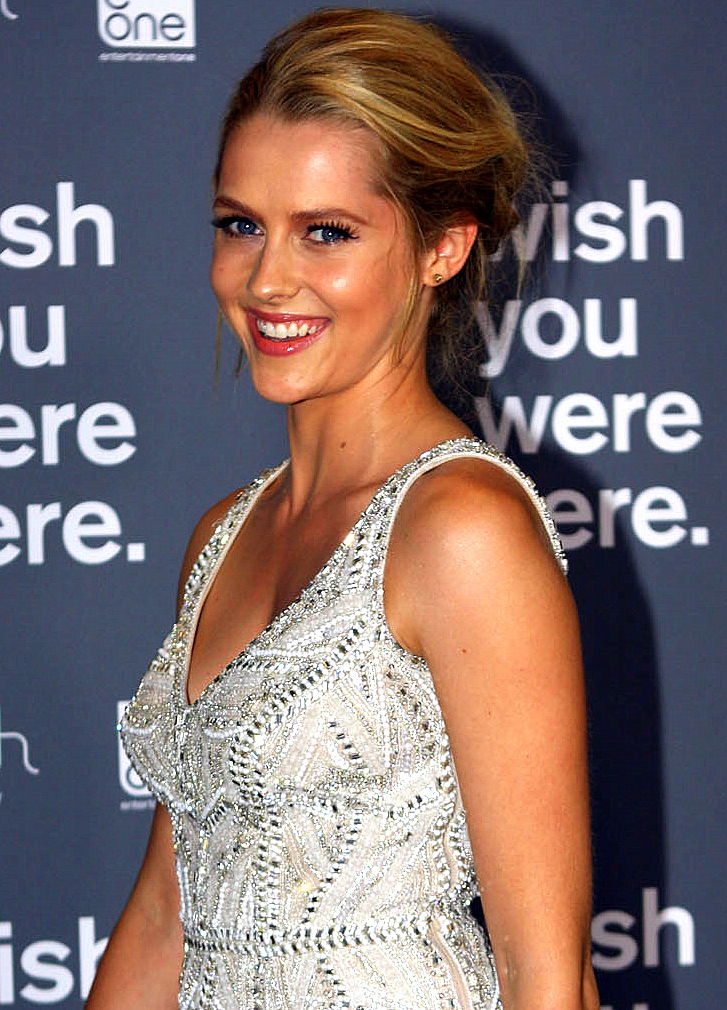
Teresa Palmer (* 1986)

- Palmer, Rob (* 1952), US-amerikanischer Eishockeyspieler
- Palmer, Rob (1956–2023), kanadischer Eishockeyspieler

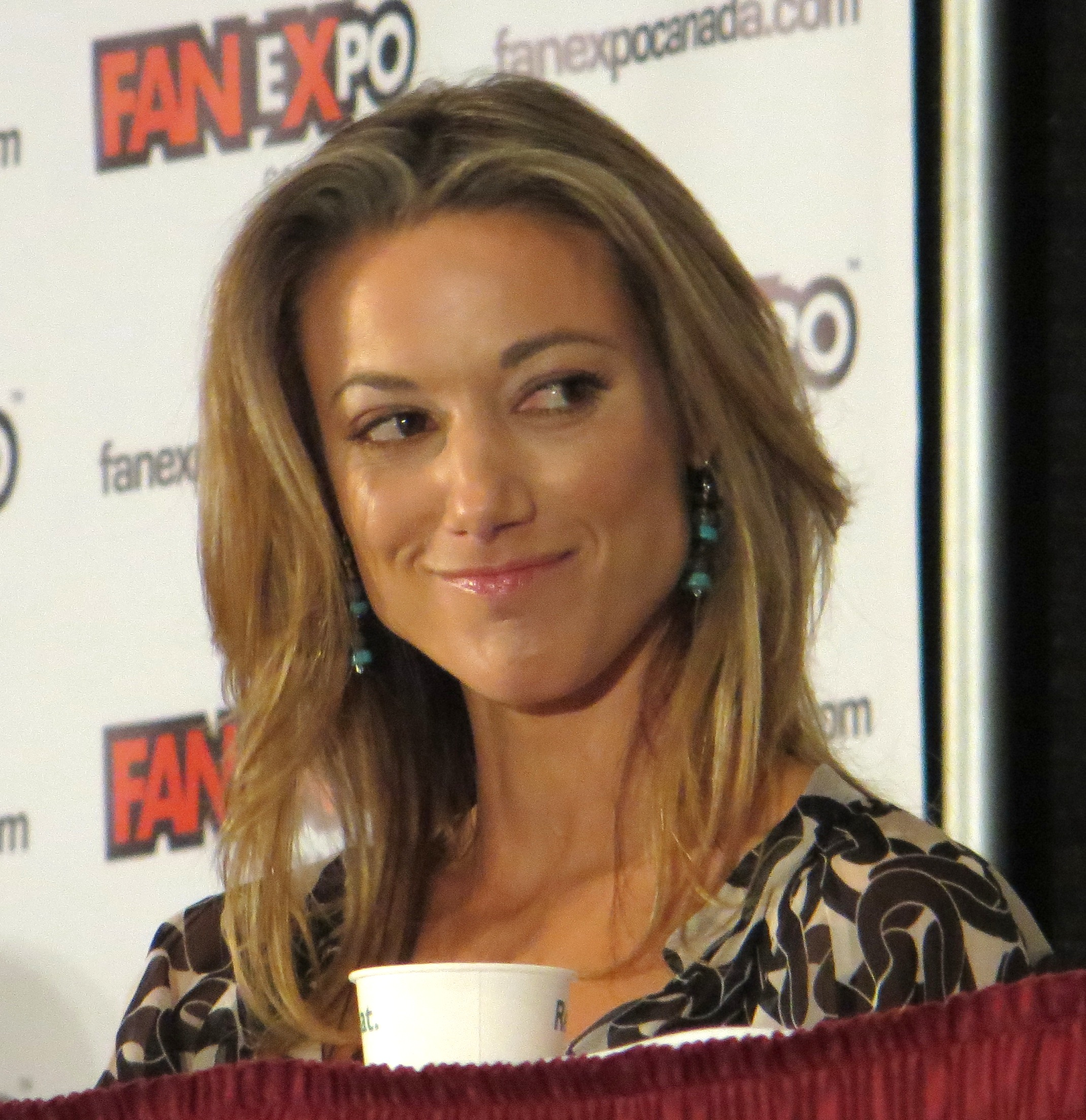
Zoie Palmer

- Palmer, Robert (1945–1997), US-amerikanischer Journalist, Musikproduzent und Musiker
- Palmer, Robert (1949–2003), britischer MusikerRobert Palmer (1949–2003)

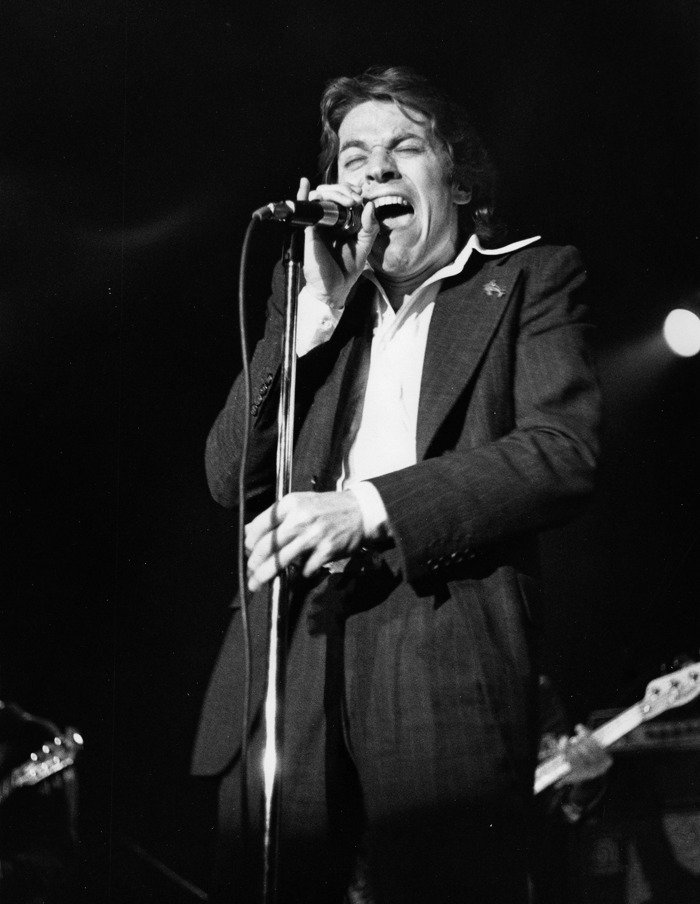
Robert Palmer (1949–2003)

- Palmer, Robert Brian (* 1934), britisch-US-amerikanischer Physiker
- Palmer, Robert Moffat (1915–2010), US-amerikanischer Komponist und Musikpädagoge
- Palmer, Robert, 1. Baron Rusholme (1890–1977), britischer politischer Aktivist
- Palmer, Roger, 1. Earl of Castlemaine (1634–1705), englischer Adliger, Politiker und Diplomat
- Palmer, Roundell, 1. Earl of Selborne (1812–1895), britischer Anwalt und Politiker
- Palmer, Roundell, 3. Earl of Selborne (1887–1971), britischer Politiker, Unterhausabgeordneter und Peer
- Palmer, Roy (1887–1963), US-amerikanischer Jazzmusiker
- Palmer, Samuel (1805–1881), britischer Maler und Radierer der Romantik
- Palmer, Shaun (* 1968), US-amerikanischer Mountainbikerennfahrer und Snowboarder
- Palmer, Singleton (1913–1993), US-amerikanischer Jazzmusiker
- Palmer, Steve (* 1974), deutsch-kanadischer Eishockeyspieler
- Palmer, Teddy (1940–2014), deutscher Schlagersänger
- Palmer, Teresa (* 1986), australische SchauspielerinTeresa Palmer (* 1986)
- Palmer, Terry (* 1952), US-amerikanischer Skirennläufer
- Palmer, Theodore Sherman (1868–1955), US-amerikanischer Zoologe
- Palmer, Theodore W. (* 1935), US-amerikanischer Mathematiker
- Palmer, Thomas (* 1990), australischer Bahn- und Straßenradrennfahrer
- Palmer, Thomas Fyshe (1747–1802), englischer Unitarier und politischer Reformer
- Palmer, Thomas W. (1830–1913), US-amerikanischer Politiker, Gesandter und Unternehmer
- Palmer, Tim (* 1952), britischer Physiker und Meteorologe
- Palmer, Tim (* 1962), britischer Toningenieur und Musikproduzent
- Palmer, Timothy (1751–1821), US-amerikanischer Brückenbauer
- Palmer, Tom Gordon (* 1956), US-amerikanischer Publizist
- Palmer, Tony (* 1941), britischer Regisseur und Produzent
- Palmer, Tyler (* 1950), US-amerikanischer Skirennläufer
- Palmer, Vance (1885–1959), australischer Schriftsteller
- Palmer, Walter (* 1968), US-amerikanischer Basketballspieler und -funktionär
- Palmer, Wendy (* 1974), US-amerikanische Basketballspielerin
- Palmer, Wilhelmine (1818–1895), Modell des Malers Christoph Friedrich Dörr und Gattin des Christian David Friedrich Palmer
- Palmer, William (1824–1856), englischer Serienmörder
- Palmer, William (1882–1967), britischer Geher
- Palmer, William A. (1781–1860), US-amerikanischer Jurist und Politiker
- Palmer, William Jackson (1836–1909), US-amerikanischer Ingenieur und General im amerikanischen Bürgerkrieg auf Seite der Nordstaaten-Union
- Palmer, William White († 1991), US-amerikanischer Offizier, Generalmajor der US-Army
- Palmer, William, 2. Earl of Selborne (1859–1942), britischer Politiker
- Palmer, Williston B. (1899–1973), US-amerikanischer Offizier, General der US Army
- Palmer, Winthrop (1906–1970), US-amerikanischer Eishockeyspieler
- Palmer, Zane, US-amerikanischer Skispringer
- Palmer, Zoie, britisch-kanadische SchauspielerinZoie Palmer
- Palmer-Brown, Erik (* 1997), US-amerikanischer Fußballspieler
- Palmer-Buckle, Gabriel Charles (* 1950), ghanaischer Geistlicher, römisch-katholischer Erzbischof von Cape Coast
- Palmer-Charrette, Evan (* 1994), kanadischer Skilangläufer
- Palmer-Houlden, Seb (* 2004), englischer Fußballspieler
- Palmer-James, Richard (* 1947), britischer Liedtexter für Pop- und Rockmusik
- Palmer-Leger, Sydney (* 2002), US-amerikanische Skilangläuferin
- Palmer-Stoll, Julia (1984–2005), deutsche Schauspielerin
- Palmer-Tomkinson, Charles (* 1940), britischer Skirennläufer
- Palmer-Tomkinson, James (1915–1952), britischer Skirennläufer
- Palmer-Tomkinson, Jeremy (* 1943), britischer Skirennläufer und Rennrodler
- Palmer-Tomkinson, Tara (1971–2017), britisches It-Girl, Fernsehmoderatorin und Modemodel
- Palmeri, Martín (* 1965), argentinischer Komponist und Dirigent
- Palmeri, Niccolò (1778–1837), italienischer Ökonom, Historiker und Politiker
- Palmero, Anita (1902–1987), spanisch-argentinische Tangosängerin und Schauspielerin
- Palmero, Elisa (* 1999), italienische Leichtathletin
- Palmero, Rafael (1936–2021), spanischer Geistlicher, römisch-katholischer Bischof von Orihuela-Alicante
- Palmers, Walter Michael (1903–1983), österreichischer Industrieller

#### Palmes
- Palmes, Wilhelm (1903–1982), deutscher Maler

#### Palmet
- Palmetshofer, Ewald (* 1978), österreichischer Autor

#### Palmez
- Palmezzano, Marco (1456–1539), italienischer Maler und Architekt

### Palmg
- Palmgren, Alvar (1880–1960), finnischer Botaniker
- Palmgren, Karl (1891–1970), deutscher Fregattenkapitän
- Palmgren, Roger (* 1963), schwedischer Fußballtrainer
- Palmgren, Selim (1878–1951), finnischer Komponist

### Palmi
- Pálmi Rafn Pálmason (* 1984), isländischer Fußballspieler
- Palmi, Dietmar (* 1964), deutsch-österreichischer Tischtennisspieler
- Palmie, Anna Helene Palmie (1863–1946), US-amerikanische Mathematikerin und Hochschullehrerin
- Palmié, Charles Johann (1863–1911), deutscher Landschafts- und Stilllebenmaler
- Palmié, Gisbert (1897–1986), deutscher Maler
- Palmièri (1871–1950), kanadischer Schauspieler
- Palmieri dos Santos, Giovanni (* 1989), brasilianischer Fußballspieler
- Palmieri, Alex (* 1991), italienischer Popsänger und LGBT-Aktivist
- Palmieri, Andrea (* 1970), italienischer römisch-katholischer Geistlicher
- Palmieri, Charlie (1927–1988), US-amerikanischer Pianist und Orchesterleiter
- Palmieri, Cristoforo (* 1939), katholischer Bischof in Albanien
- Palmieri, Eddie (1936–2025), US-amerikanischer Pianist und OrchesterleiterEddie Palmieri (1936–2025)

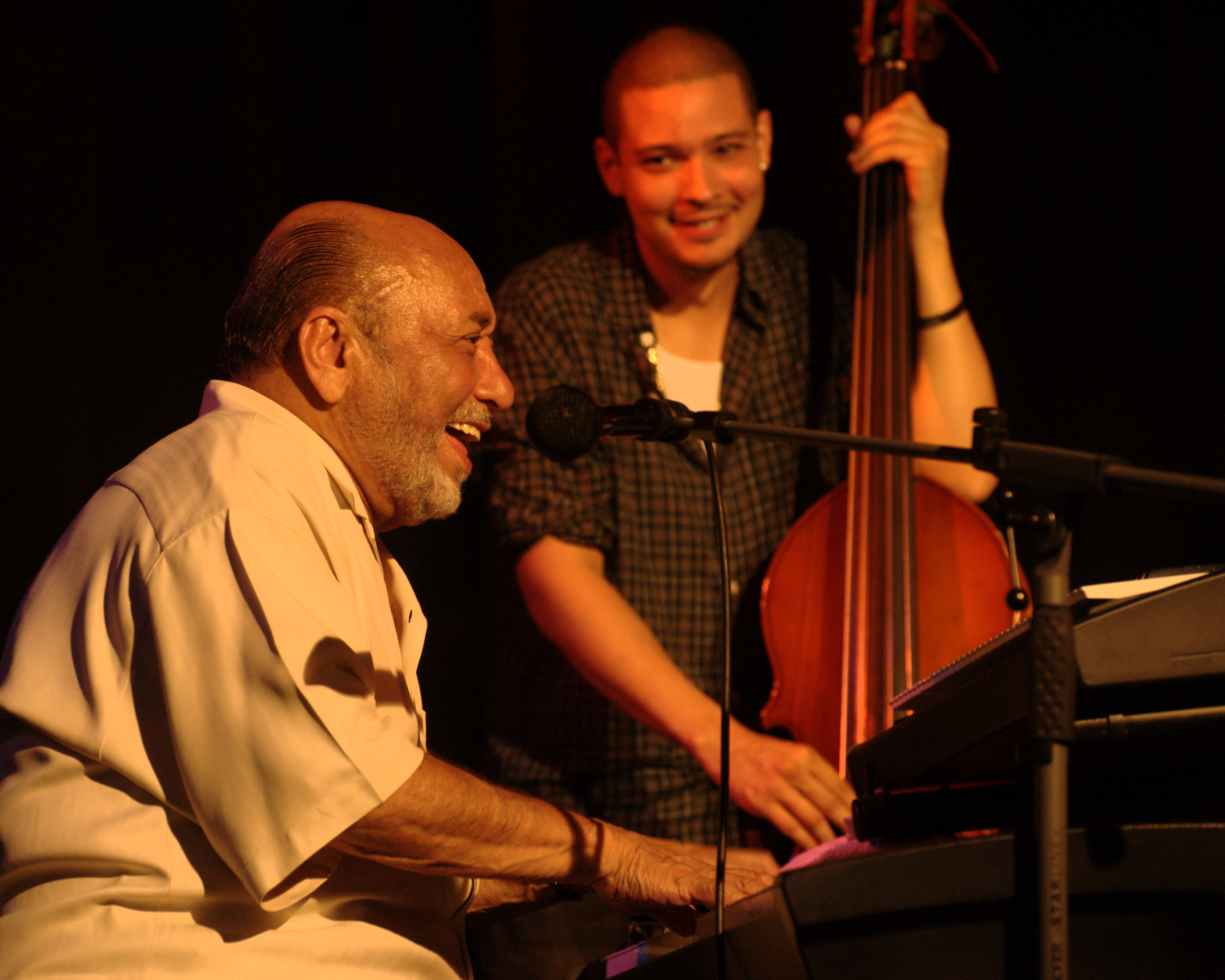
Eddie Palmieri (1936–2025)

- Palmieri, Gaetano, italienischer Filmregisseur und Drehbuchautor
- Palmieri, Gianpiero (* 1966), italienischer Geistlicher, römisch-katholischer Bischof von Ascoli Piceno und San Benedetto del Tronto-Ripatransone-Montalto
- Palmieri, Kyle (* 1991), US-amerikanischer Eishockeyspieler
- Palmieri, Luigi (1807–1896), italienischer Seismologe und Vulkanologe
- Palmieri, Matt (* 1960), US-amerikanischer Filmproduzent, Filmregisseur und Drehbuchautor
- Palmieri, Matteo (1406–1475), Humanist
- Palmieri, Nick (* 1989), US-amerikanischer Eishockeyspieler
- Palmieri, Remo (1923–2002), US-amerikanischer Jazz- und Swing-Gitarrist
- Palmieri, Stefano (* 1964), san-marinesischer Politiker, Staatsoberhaupt von San Marino
- Palmieri, Vincenzo Mario (1899–1994), italienischer Rechtsmediziner und Politiker
- Palmiero-Winters, Amy (* 1972), US-amerikanische Ultramarathon-Läuferin und Triathletin
- Palminger, Jacques (* 1964), deutscher Schauspieler und Musiker
- Palminteri, Chazz (* 1952), US-amerikanischer SchauspielerChazz Palminteri (* 1952)

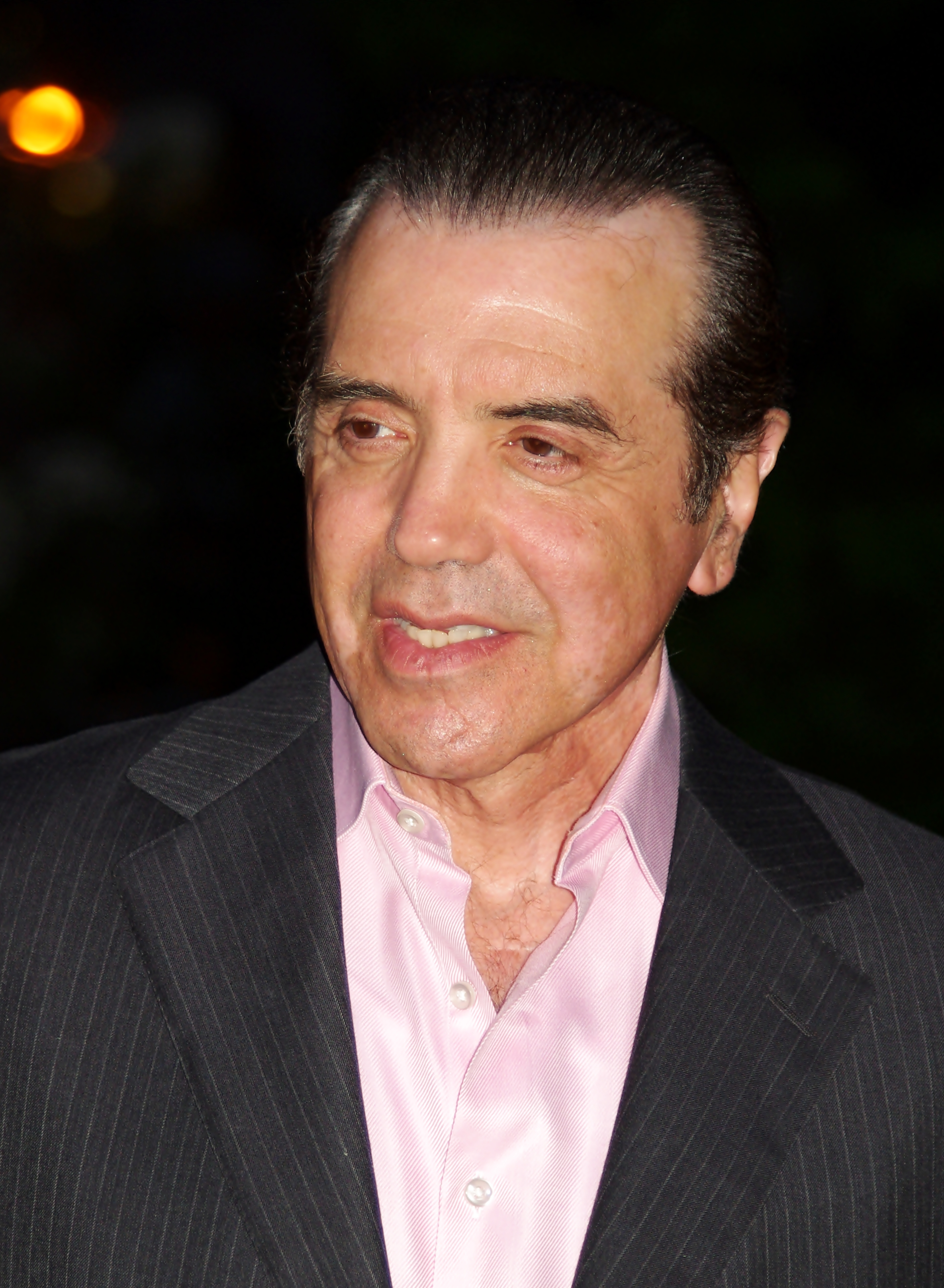
Chazz Palminteri (* 1952)

- Palmisano, Agnes (* 1974), österreichische Musikerin im Genre des Wiener Dudlers
- Palmisano, Antonella (* 1991), italienische Leichtathletin
- Palmisano, Mario (* 1978), italienischer Ruderer
- Palmisano, Samuel J. (* 1951), US-amerikanischer Manager und Vorstandsvorsitzender des IT-Unternehmens IBM
- Palmisano, Vincent Luke (* 1882), US-amerikanischer Politiker
- Palmiste, Philippe (* 1978), französischer Radrennfahrer aus Guadeloupe
- Palmiter, Richard (* 1942), US-amerikanischer Biochemiker und Molekulargenetiker
- Palmitjavila Naudí, Meritxell (* 1964), andorranische Politikerin

### Palmo
- Palmo, Tenzin (* 1943), britische buddhistische Nonne in der Kagyü-Tradition des tibetischen Buddhismus
- Palmor, Emi (* 1966), israelische Rechtsanwältin
- Palmow, Wadim Igorewitsch (* 1962), russischer Pianist
- Palmow, Wiktor Nikandrowitsch (1888–1929), russisch-ukrainischer Maler
- Palmowski, Erich (1912–2006), deutscher Maler und Graphiker

### Palmq
- Palmquist, Bengt (1923–1995), schwedischer Segler
- Palmquist, Peter E. (1936–2003), amerikanischer Sammler, Fotohistoriker und Fotograf
- Palmquist, Philip V. (1914–2002), US-amerikanischer Chemiker und Ingenieur
- Palmqvist, Daniel, schwedischer Musiker und Gitarrist der Band The Murder of My Sweet
- Palmqvist, Jenny (* 1969), schwedische Fußballschiedsrichterin

### Palms
- Palmstedt, Erik (1741–1803), schwedischer Architekt
- Palmstierna-Weiss, Gunilla (1928–2022), schwedische Bildhauerin, Keramikerin, Bühnen- und Kostümbildnerin sowie AutorinGunilla Palmstierna-Weiss (1928–2022)

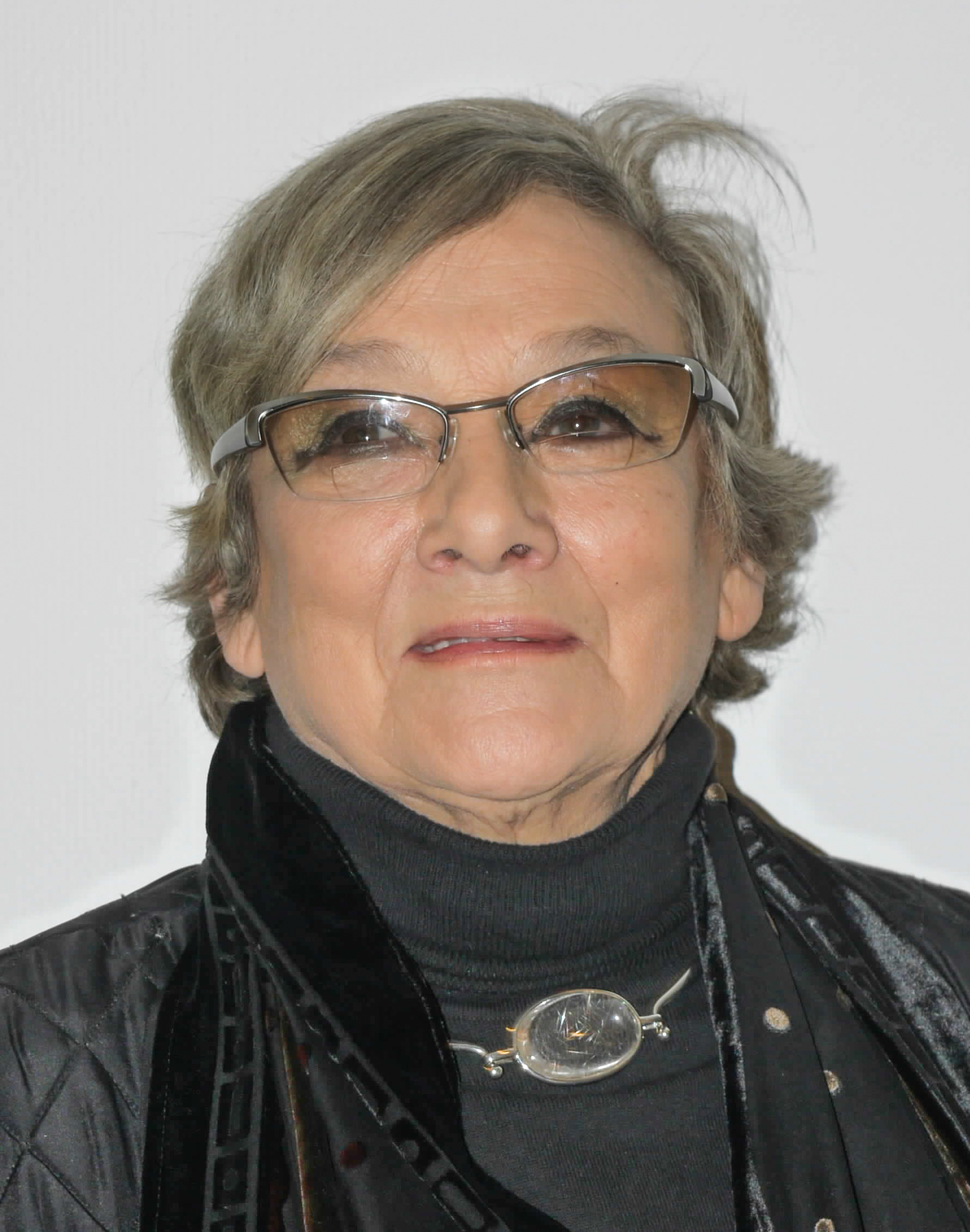
Gunilla Palmstierna-Weiss (1928–2022)

- Palmstingl, Patrick Elias (* 2003), österreichischer Handballspieler
- Palmstruch, Johan (1611–1671), Gründer der ersten Notenbank in Europa
- Palmstruch, Johan Wilhelm (1770–1811), schwedischer Militär, Zeichner, Kupferstecher

### Palmu
- Palmucci, Danilo (* 1963), italienischer Triathlet
- Palmucci, Salvatore (* 1940), san-marinesischer Radrennfahrer
- Palmulehto, Pasi (* 1980), finnischer Politiker (Piraattipuolue)

### Palmy
- Palmy (* 1981), thailändisch-belgische Popsängerin